# Liste der Hochkommissare (österreichische Besatzungszeit)

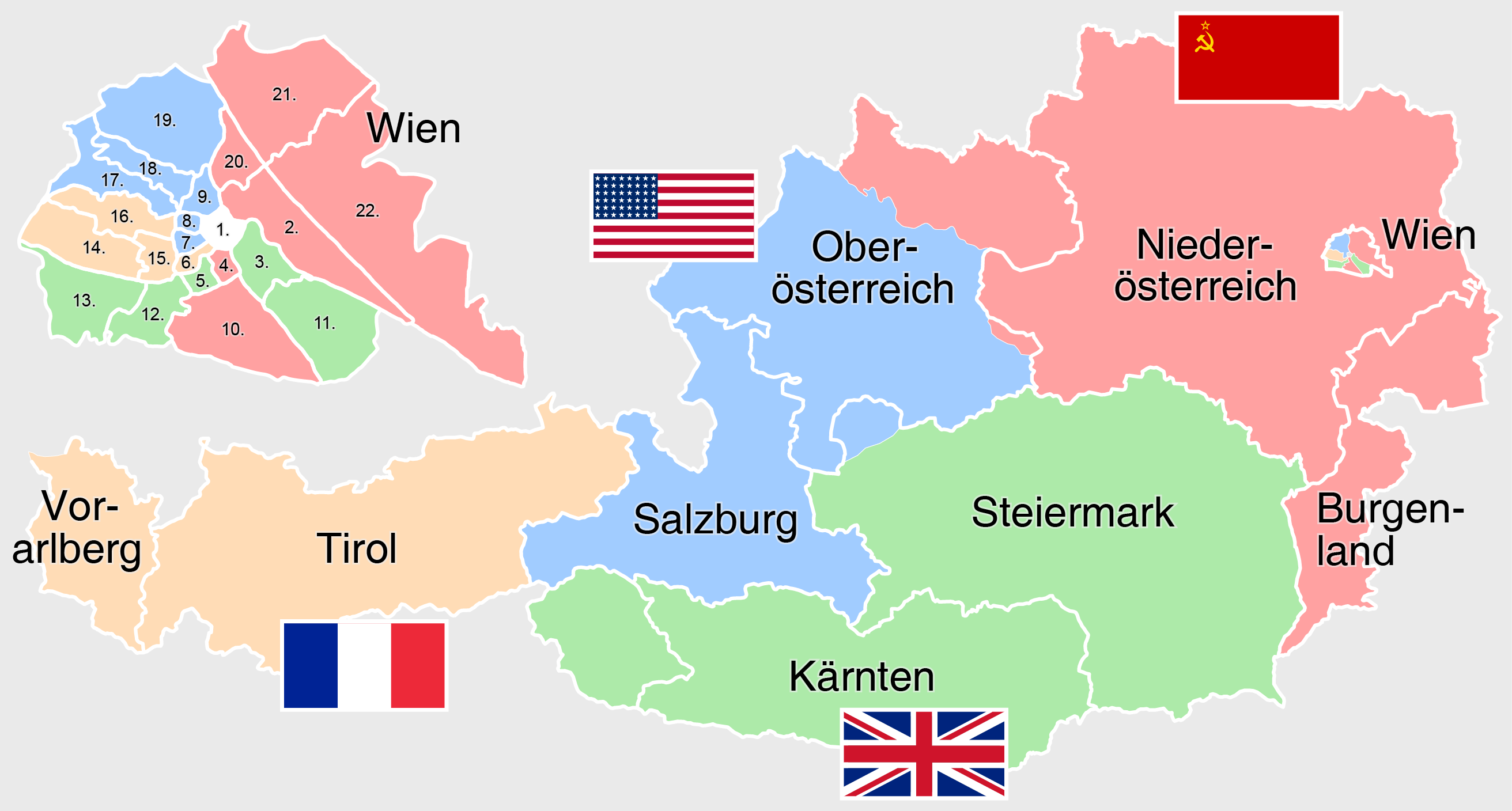
Die vier Besatzungszonen in Österreich 1945–1955, Wien war in vier Sektoren geteilt

Der Hochkommissar der Alliierten Kontrollkommission für Österreich war im besetzten Nachkriegsösterreich nach dem Zweiten Weltkrieg der Militärgouverneur der vier jeweiligen Besatzungszonen Frankreichs, der Sowjetunion, des Vereinigten Königreichs und der Vereinigten Staaten.

## Funktion der Hochkommissare der alliierten Besatzungsmächte in Österreich
Der Hochkommissar, zwischen erstem und zweitem Kontrollabkommen (Juli 1945 resp. Juni 1946) auch nur Kommissar, war Repräsentant der Besatzungsmächte im Alliierten Rat der Kommission für Österreich.
Anfangs waren die Hochkommissare die Kommandierenden Offiziere der jeweiligen Besatzungstruppe. Ab den 1950ern wurde die Militärverwaltung sukzessive durch zivile diplomatische Vertretungen ersetzt, und Diplomaten übernahmen das kommissarische Amt.
Die amtierenden Hochkommissare – für Frankreich der designierte Botschafter und stellvertretende Hochkommissar – unterzeichneten am 15. Mai 1955 den Staatsvertrag betreffend die Wiederherstellung eines unabhängigen und demokratischen Österreich (in Kraft getreten: 27. Juli 1955), dann wurde ihre Funktion hinfällig.

## Liste der Hochkommissare
Folgende Hochkommissare haben die einzelnen Zonen geleitet:

### Britische Besatzungszone
| Name                                    | Bild | Amtszeit  | Anmerkungen |
| --------------------------------------- | ---- | --------- | --- |
| Sir Richard McCreery Generalleutnant    |      | 1945–1946 | Oberkommandierender British Forces in Austria und Hochkommissar davor Kommando über die 8. Armee; danach 1946–1948 OKdo. British Army of the Rhine, 1948–1949 Militärischer Repräsentant UN Military Staff Committee                                 |
| Sir James Stuart Steele Generalleutnant |      | 1946–1947 | Oberkommandierender British Forces in Austria und Hochkommissar davor 1943 Director of Staff Duties am War Office; danach 1947–1950 Adjutant-General to the Forces                                                                                   |
| Sir Alexander Galloway Generalmajor     |      | 1947–1950 | Oberkommandierender British Forces in Austria und Hochkommissar davor 1945 Kommandant XXX Corps, 1946–1947 Malaya Command, 1951–1952 Direktor UNRWA Jordanien                                                                                        |
| Sir John Winterton General              |      | 1950      | Oberkommandierender British Forces in Austria und Hochkommissar (1945–1949 Stellvertretender Hochkommissar); danach 1951–1954 Militärgouverneur Zone A und Kommandant BETFOR/TRUST im Freien Territorium Triest                                      |
| Sir Harold Caccia                       |      | 1950–1954 | Botschafter und Hochkommissar davor bis 1945 Britischer Vertreter am Alliierten Hauptquartier Nordafrika; danach 1956–1961 Botschafter in den USA, 1962–1965 am Foreign and Commonwealth Office (Perm. Untersekretär für Auswärtige Angelegenheiten) |
| Sir Geoffrey Wallinger                  |      | 1954–1955 | Botschafter und Hochkommissar, Botschafter bis 1958 davor 1949–1951 Botschafter in Ungarn, 1951–1954 in Thailand; danach 1958–1963 in Brasilien |

### US-amerikanische Besatzungszone
Amtstitel: United States High Commissioner on the Allied Council for Austria
| Name                           | Bild | Amtszeit  | Anmerkungen |
| ------------------------------ | ---- | --------- | --- |
| Mark W. Clark General          |      | 1945–1947 | Hochkommissar, Oberbefehlshaber USFA davor Befehlshaber der alliierten Truppen in Italien; danach Kommando 6. US Army                                                                      |
| Geoffrey Keyes Generalleutnant |      | 1947–1950 | Hochkommissar, Oberbefehlshaber USFA davor Kdo.Gen. II Corps, 1945 Kommando 7th US Army, 1946–1947 Kommando 3rd US Army; danach 1951–1954 Direktor Weapons Systems Evaluation Group (WSEG) |
| Walter J. Donnelly             |      | 1950–1952 | Hochkommissar und bis 1951 Gesandter, dann Botschafter davor 1947 Botschafter in Costa Rica, 1947–1950 in Venezuela; danach 1952 Hoher Kommissar in Deutschland                            |
| Llewellyn E. Thompson          |      | 1950–1955 | Hochkommissar und Botschafter; bis 1957 Botschafter danach 1957–1962 und 1967–1969 Botschafter in der Sowjetunion                                                                          |

### Französische Besatzungszone
| Name                                     | Bild | Amtszeit  | Anmerkungen |
| ---------------------------------------- | ---- | --------- | --- |
| Antoine Béthouart General der Infanterie |      | 1945–1950 | Französischer Kommandant in Österreich und Hochkommissar davor Kdo. 1. Korps; danach Senator (Commission des Affaires étrangères et des Forces armées) |
| Jean Payart                              |      | 1950–1955 | Hochkommissar und Botschafter davor 1945–1950 Botschafter in Jugoslawien; danach 1956–1957 in Südvietnam                                               |

### Sowjetische Besatzungszone
| Name                                                        | Bild | Amtszeit  | Anmerkungen |
| ----------------------------------------------------------- | ---- | --------- | --- |
| Iwan Stepanowitsch Konew Marschall der Sowjetunion          |      | 1945–1946 | Hochkommissar, Oberbefehlshaber Zentrale Gruppe der Landstreitkräfte in Österreich und Ungarn (bis 1946) davor Kommando 1. Ukrainische Front; danach 1947–1957 OKdo. Sowjetische Landstreitkräfte, 1955–1960 OKdo. Streitkräfte des Warschauer Vertrages, 1963 Chefinspektor Verteidigungsministerium, Mitglied Oberster Sowjet, Mitglied ZK der KPdSU                                                                                                   |
| Wladimir Wassiljewitsch Kurassow Generaloberst/Armeegeneral |      | 1946–1949 | Oberbefehlshaber Zentrale Gruppe der Landstreitkräfte und Hochkommissar davor 1943 Generalstabschef 1. Baltische Front/3. Weißrussische Front, 1945 Chef des Stabes SMAD (Deutschland); danach 1949–1956 Generalstabschef Militärakademie, 1956–1961 Stllv. Generalstabschef der Sowjetunion (Militärwissenschaftliche Abteilung), 1961–1968 wieder GenStCh Militärakademie (1963 Professor), 1968 Berater Militärinspektion am Verteidigungsministerium |
| Wladimir Petrowitsch Swiridow Generalleutnant               |      | 1949–1953 | Oberbefehlshaber Zentrale Gruppe der Landstreitkräfte und Hochkommissar (OKdo. ab April, HK ab Mai; 1950–1954 Stellvertretender des Obersten Sowjets, 3. Einberufung) davor Kommando 42. Armee, 2. und 3. Baltische Front, 1945–1946/47 Stellvertretender Hochkommissar in Ungarn, dann bis 1949 Hochkommissar, 1948–1949 auch Kommandant der Armee; nachher 1954–1957 Stllv. Kdt. Militärbezirk Odessa                                                  |
| Iwan Iwanowitsch Iljitschow                                 |      | 1953–1955 | Botschafter und Hochkommissar davor 1942–1945 Direktor des Militärgeheimdienstes GRU, 1952 Botschafter in der DDR; danach ab 1956 am sowjetischen Außenministerium (3. Europa-Abteilung), 1966–1968 Botschafter in Dänemark, dann wieder am Außenministerium |